# Лі Цуньсюй
Лі Цуньсюй (кит.: 李存勗; піньїнь: Lǐ Cúnxù; 2 грудня 885 — 15 травня 926) — засновник і перший імператор Пізньої Тан періоду п'яти династій і десяти держав.

## Життєпис
Походив з шатоського племені чжуюе. Був сином генерала Лі Кеюна, який перебував на службі династії Тан і вождя чжуюе. Той спочатку звався Чімін, відзначився під час придушення повстання Хуа Чао, а потім намагався захопити владу в північних провінціях, за що отримав прізвище Лі.
Лі Цуньсюй вважається найбільш войовничим правителем усього періоду п'яти династій і десяти держав. Після смерті батька він успадкував титул князя Цзінь. Володіння, що він отримав у спадок перебували у стані занепаду, тому Цзінь не могла протистояти військовій могутності Пізньої Лян, засновник якої, Чжу Вень, захопив танський трон. Однак Лі Цуньсюй неспішно відбудував свою державу, застосовуючи низку завоювань та союзів, щоб захопити якнайбільше земель на північ від Хуанхе, перш ніж розпочав масштабну кампанію проти Пізньої Лян.
923 року Лі Цуньсюй завоював Пізню Лян і проголосив себе імператором нової династії — Пізньої Тан, яку особисто він вважав Відновленою Тан. Столицю було повернуто до старої східної танської столиці, міста Лоян. Загалом Пізня Тан, як і всі державні утворення періоду п'яти династій і десяти держав, мала коротку історію — вона проіснувала тринадцять років.
Сам Лі Цуньсюй прожив лише три роки після заснування династії. Його було вбито під час офіцерського повстання 926 року на чолі з Гуо Цунцянем. Трон по його смерті успадкував його прийомний брат Лі Сиюань.

## Девіз правління
- Тунґуан (同光) 923—926